# Partido Constitucionalista de São Paulo
O Partido Constitucionalista de São Paulo foi um partido político paulista fundado em 24 de fevereiro de 1934. Foi dissolvido após a instauração do Estado Novo em 2 de dezembro de 1937.
Sua fundação, de iniciativa do então interventor de São Paulo, Armando de Sales Oliveira, foi resultado da convergência entre três grupos, o Partido Democrático, a Ação Nacional Republicana e a Federação dos Voluntários.
Em sua breve existência, obteve vitórias como a das eleições legislativas de 1934, ao eleger 22 deputados federais e 34 federais, sobrepujando o Partido Republicano Paulista (PRP), a eleição indireta para governador de São Paulo, em que Salles Oliveira derrotou Altino Arantes, do PRP, e as eleições municipais, ao eleger 173 prefeitos e mais de mil vereadores.

## Documentação Histórica
O Arquivo Público do Estado de São Paulo (APESP) dispõe de um acervo do Partido Constitucionalista de São Paulo, composto por 103 documentos, basicamente requerimentos de certidão de nascimento para fins eleitorais e declarações de filiação ao partido. Esse conjunto está à disposição do público para consulta presencial. O APESP detém, ainda, documentação textual (cartas e telegramas, entre outros), do acervo particular de Armando de Salles Oliveira, também acessível aos interessados. 